# Лэндис, Джесси Ройс
Джесси Ройс Лэндис (англ. Jessie Royce Landis, 25 ноября 1896 — 2 февраля 1972) — американская актриса.
Джесси Ройс Мэдбари (англ. Jessie Royce Medbury) родилась в Чикаго, штат Иллинойс в 1904 году. Активную актёрскую карьеру начала в конце 1940-х годов с второстепенных характерных ролей. Наиболее известными фильмами с её участием стали фильмы Альфреда Хичкока «Поймать вора» (1955), где она сыграла мать героини Грейс Келли и «К северу через северо-запад» (1959), где ей досталось роли матери героя Кэри Гранта. Помимо кино Лэндис также много снималась на телевидении и играла в театре.
Джесси Ройс Лэндис трижды была замужем. В 1954 году была опубликована её автобиография. Она умерла от рака в городке Дэнбари в штате Коннектикут в возрасте 75 лет.

## Избранная фильмография
| Год  |    | Русское название                  | Оригинальное название         | Роль                           |
| ---- | -- | --------------------------------- | ----------------------------- | ------------------------------ |
| 1949 | ф  | Мистер Бельведер едет в колледж   | Mr. Belvedere Goes to College | Миссис Чейз                    |
| 1949 | ф  | Это случается каждой весною       | It Happens Every Spring       | Миссис Гринлиф                 |
| 1949 | ф  | Моё глупое сердце                 | My Foolish Heart              | Марта Уинтерс                  |
| 1955 | ф  | Поймать вора                      | To Catch a Thief              | Джесси Стивенс                 |
| 1956 | ф  | Лебедь                            | The Swan                      | Принцесса Беатрикс             |
| 1957 | ф  | Мой слуга Годфри                  | My Man Godfrey                | Анджелика Баллок               |
| 1959 | ф  | К северу через северо-запад       | North by Northwest            | Клара Торнхилл                 |
| 1959 | ф  | Частная афера                     | A Private's Affair            | Элизабет Т. Чэпмен             |
| 1961 | ф  | Любите ли вы Брамса?              | Goodbye Again                 | Мадам Ван дер Беш              |
| 1962 | ф  | Мальчики отправляются гулять      | Boys' Night Out               | Этель Уильямс                  |
| 1962 | ф  | Счастливого пути                  | Bon Voyage!                   | Графиня «Ля Контесс» Дюфрене   |
| 1963 | ф  | Легкомысленные отправляются в Рим | Gidget Goes to Rome           | Альбертина Блит                |
| 1963 | ф  | Критический выбор                 | Critic's Choice               | Шарлотта Орр                   |
| 1970 | ф  | Аэропорт                          | Airport                       | Миссис Харриет ДуБарри Моссман |
| 1971 | тф | Коломбо: Леди ждёт                | Columbo: Lady in Waiting      | Миссис Чэдвик                  |